# مانتيلا

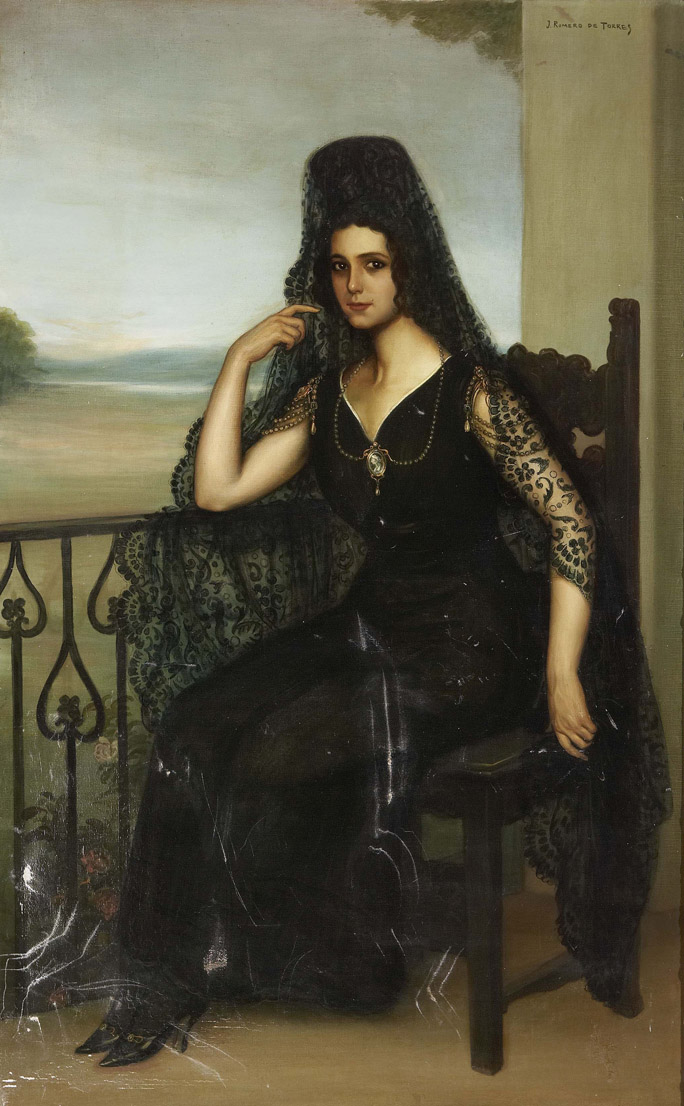
لوحة تصور فتاة مرتدية الطرحة، بريشة خوليو روميرو دي توريس.

الطَرْحة الإسبانية أو المَنْتِيَّة أو المنتِلَّة أو المانتيلا (بالإسبانية: Mantilla)‏ هي غطاء رأس مصنوع من المخرم أو الحرير، تستعمل حجابًا أو شالًا يُلبس فوق الرأس والكتفين، في كثير من الأحيان يضاف إليها مشط مزخرف كبير يسمى بانيتا (بالإسبانية: peineta)‏، ويحظى هذا النوع من اللباس بشعبية بين النساء في إسبانيا. والآن يرتبط بشكل خاص كممارسة دينية ورعة بين النساء في الكنيسة الرومانية الكاثوليكية، البالية وكجزء من غطاء الرأس في المسيحية.
التكهنات تشير إلى أن الطرحة كانت ترتديها النساء في الأصل في الأندلس في إسبانيا. منذ القرن السادس عشر وما بعده، مع استقرار الإسبان في المكسيك وأمريكا الوسطى والجنوبية، أحضروا معهم هذا العرف الثقافي التقليدي. وأصبحت الطرحة ذات شعبية بين النساء في إسبانيا في القرنين السابع عشر والثامن عشر، وظهرت في صور ولوحات دييغو فيلاثكيث وفرانثيسكو غويا. في القرن التاسع عشر، شجعت إيزابيل الثانية ملكة إسبانيا بنشاط استخدامها. وتضاءل ارتداء الطرحة بعد تخليها عن العرش في عام 1870، وبحلول عام 1900 أصبح استخدام الطرحة محدودًا إلى حد كبير وأرتبط في المناسبات الرسمية مثل مصارعة الثيران، وأسبوع الآلام والأفراح.
في الكتاب المقدس يظهر فرض تغطية الرأس للنساء في الرسالة الأولى إلى أهل كورنثوس. في الكاثوليكية، تغطية الرأس للمرأة في الكنيسة واجبة منذ عام 1917 ويكون من خلال ارتداء الطرحة.
يفرض البروتوكول البابوي على النساء من أقران رؤساء الدول الأخرى ارتداء اللباس الأسود وتغطية الشعر بوضع الطرحة. بعض من أقران رؤساء الدول اللواتي ارتدين الطرحة خلال لقاء البابا كانت لورا بوش زوجة الرئيس الأمريكي السابق جورج دبليو بوش في عام 2006، وميشيل أوباما زوجة الرئيس الأمريكي الرابع والأربعون باراك أوباما في عام 2005، وجاكلين كينيدي زوجة جون إف. كينيدي، رئيس الولايات المتحدة الخامس والثلاثون في 1962. قائمة النساء ممن ارتدين الطرحة خلال لقاء البابا تشمل يوليا تيموشينكو، ولورا شينشيلا رئيسة كوستاريكا، والملكة رانيا ملكة الأردن، والسيدات الأولى لكل من ماليزيا، وإيران، ولبنان والسفراء المعتمدين لدى الكرسي الرسولي. وعلى النقيض من ذلك التقى البابا ماري روبنسون رئيسة جمهورية أيرلندا السابقة، وغلوريا ماكاباغال أرويو رئيسة جمهورية الفلبين السابقة، وأنغيلا ميركل مستشارة ألمانيا، من دون تغطية الرأس.
يُسمح لبعض الملكات والأميرات الكاثوليكيات بارتداء فستان وطرحة بيضاء خلال اللقاء مع البابا وهو امتياز يدعى باسم «لي بريفليج دو بلان». وذلك بدلاً من الطرحة السوداء العادية المستخدمة من قبل أقران رؤساء الدول الأخرى. ومن العائلات الملكية التي تحظى بهذا الحق الأسرة المالكة في بلجيكا وإسبانيا ولوكسمبورغ إلى جانب آل سافوي.